# 厄立特里亞高地

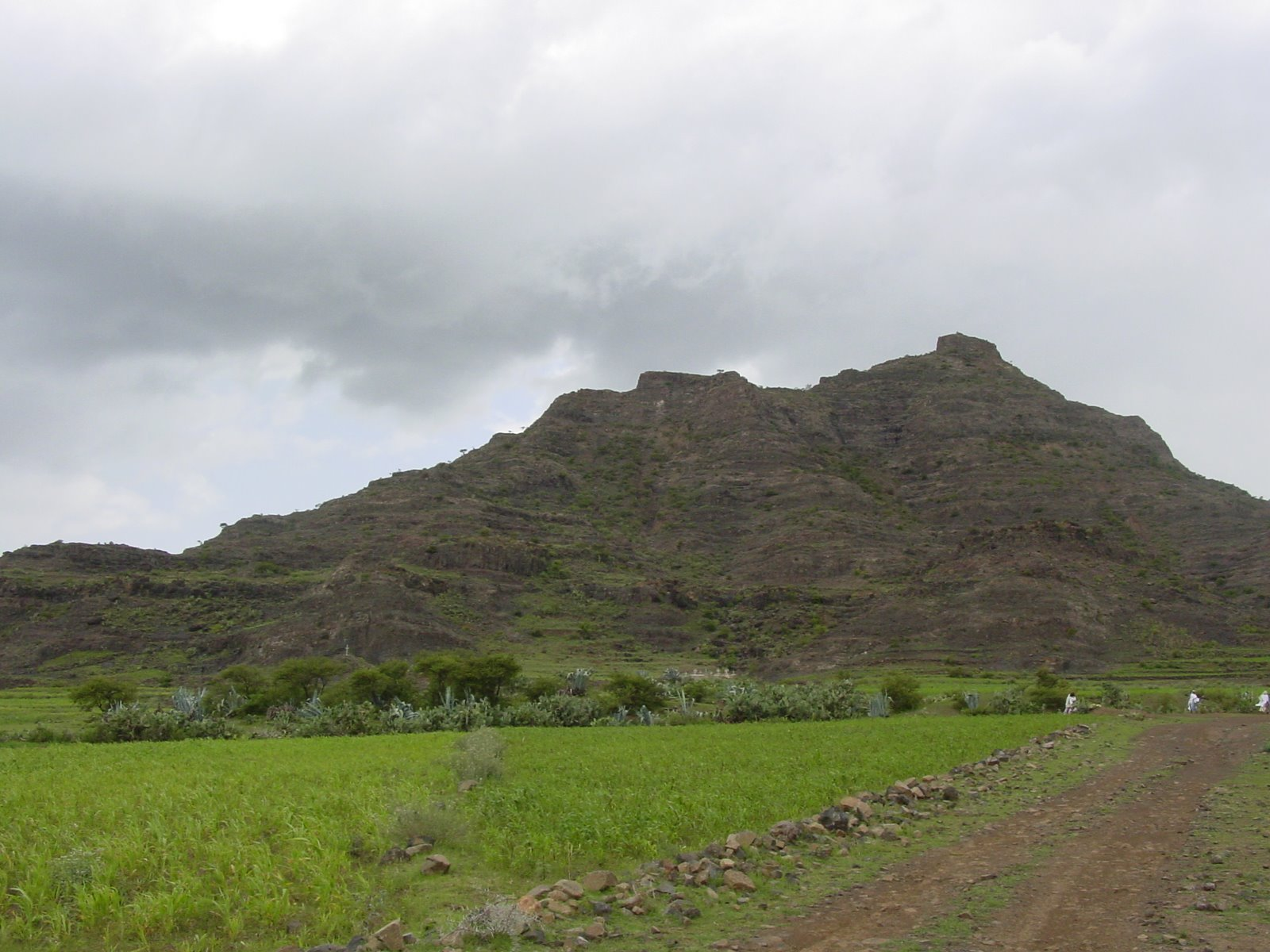

厄立特里亞高地是非洲東北部國家厄立特里亞的高原，屬於埃塞俄比亞南部的延伸，位於薩赫勒以南，自19世紀後期因森林開伐而出現土壤流失，平均溫度約攝氏16度。